# Campeonato Baiano de Futebol Feminino de 2025
O Campeonato Baiano de Futebol Feminino de 2025 será a trigésima sétima edição desta competição de futebol feminino organizada pela Federação Baiana de Futebol (FBF).
A competição é composta de quatro fases e é disputada por treze equipes entre os dias 24 de agosto e 9 de novembro. Na fase inicial, os participantes se dividiram em 2 grupos, se enfrentando em jogos apenas de ida, dentro de cada grupo, classificando para as quartas de final os quatro melhores colocados de cada grupo.
Diferentemente do ano anterior, em 2025 o campeonato terá três times a mais, e fórmula diferente. Por unanimidade, os representantes dos times escolheram o regulamento.

## Regulamento
Na primeira fase da competição, os catorze times vão disputar em dois grupos jogos apenas de ida em pontos corridos. Ao final dos confrontos, os quatro primeiros de cada grupo na tabela serão classificados para as quartas de final. Nesta etapa, os jogos serão apenas ida, com os confrontos definidos pela classificação geral (1º x 8º, 2º x 7º, 3º x 6º e 4º x 5º). 
Os vencedores das quartas de final disputam as semifinais, em jogos de ida e volta, e confrontos definidos pela classificação geral (1º x 4º e 2º x 3º), com os times de melhor campanha com o mando do segundo jogo.
Os vencedores das semifinais disputam a final, em partidas de ida e volta, valendo a vaga para a Série A3 de 2026 para o campeão, desde que não esteja em outras séries da competição nacional (Bahia ou Vitória), neste caso, a vaga ficará para o melhor colocado que não faça parte de uma das séries do Brasileirão. O mando de campo será definido pela melhor campanha entre os times que disputarão os jogos decisivos. Aquele com melhor somatório entre as fases, terá o mando de campo na partida de volta.

### Critérios de desempate
O desempate entre duas ou mais equipes na primeira fase seguiu a ordem definida abaixo:
1. Número de vitórias
2. Saldo de gols
3. Gols marcados
4. Menor número de cartões vermelhos recebidos
5. Menor número de cartões amarelos recebidos
6. Sorteio

## Primeira Fase

### Grupo 1
| Pos | Equipe                 | Pts | J | V | E | D | GP | GC | SG | Classificação ou descenso       |     | AAL | BFC | CMÇ | JZE | LUS | PSC | VIT |
| --- | ---------------------- | --- | - | - | - | - | -- | -- | -- | ------------------------------- | --- | --- | --- | --- | --- | --- | --- | --- |
| 1   | Atlético de Alagoinhas | 0   | 0 | 0 | 0 | 0 | 0  | 0  | 0  | Classificados para a Fase Final |     | —   | R–4 | R–7 | R–2 |     |     |     |
| 2   | Barcelona de Ilhéus    | 0   | 0 | 0 | 0 | 0 | 0  | 0  | 0  | Classificados para a Fase Final |     |     | —   |     |     | R–2 | R–5 | R–7 |
| 3   | Camaçariense           | 0   | 0 | 0 | 0 | 0 | 0  | 0  | 0  | Classificados para a Fase Final |     |     | R–6 | —   | R–4 |     | R–1 |     |
| 4   | Juazeirense            | 0   | 0 | 0 | 0 | 0 | 0  | 0  | 0  | Classificados para a Fase Final |     |     | R–1 |     | —   |     | R–3 | R–5 |
| 5   | Lusaca                 | 0   | 0 | 0 | 0 | 0 | 0  | 0  | 0  |                                 |     | R–3 |     | R–5 | R–7 | —   |     |     |
| 6   | Porto                  | 0   | 0 | 0 | 0 | 0 | 0  | 0  | 0  |                                 | R–6 |     |     |     | R–4 | —   | R–2 |     |
| 7   | Vitória                | 0   | 0 | 0 | 0 | 0 | 0  | 0  | 0  |                                 | R–1 |     | R–3 |     | R–6 |     | —   |     |

#### Desempenho por rodada
Clubes que lideraram o grupo ao final de cada rodada:
| 1 | 2 | 3 | 4 | 5 | 6 |

Clubes que ficaram na última posição do grupo ao final de cada rodada:
| Rodadas | Rodadas | Rodadas | Rodadas | Rodadas | Rodadas |
| ------- | ------- | ------- | ------- | ------- | ------- |
| 1       | 2       | 3       | 4       | 5       | 6       |

### Grupo 2
| Pos | Equipe           | Pts | J | V | E | D | GP | GC | SG | Classificação ou descenso       |     | BAH | BOT | CFF | JCP | JEQ | LNO | SFC |
| --- | ---------------- | --- | - | - | - | - | -- | -- | -- | ------------------------------- | --- | --- | --- | --- | --- | --- | --- | --- |
| 1   | Bahia            | 0   | 0 | 0 | 0 | 0 | 0  | 0  | 0  | Classificados para a Fase Final |     | —   | R–5 |     | R–3 | R–1 |     |     |
| 2   | Botafogo-BA      | 0   | 0 | 0 | 0 | 0 | 0  | 0  | 0  | Classificados para a Fase Final |     |     | —   |     | R–1 |     | R–7 | R–4 |
| 3   | CFFB             | 0   | 0 | 0 | 0 | 0 | 0  | 0  | 0  | Classificados para a Fase Final |     | R–4 | R–2 | —   |     | R–6 |     |     |
| 4   | Jacuipense       | 0   | 0 | 0 | 0 | 0 | 0  | 0  | 0  | Classificados para a Fase Final |     |     |     | R–7 | —   | R–4 | R–2 |     |
| 5   | Jequié           | 0   | 0 | 0 | 0 | 0 | 0  | 0  | 0  |                                 |     |     | R–3 |     |     | —   | R–5 | R–7 |
| 6   | Litoral Norte    | 0   | 0 | 0 | 0 | 0 | 0  | 0  | 0  |                                 | R–6 |     | R–3 |     |     | —   | R–1 |     |
| 7   | São Francisco EC | 0   | 0 | 0 | 0 | 0 | 0  | 0  | 0  |                                 | R–2 |     | R–5 | R–6 |     |     | —   |     |

#### Desempenho por rodada
Clubes que lideraram o grupo ao final de cada rodada:
| 1 | 2 | 3 | 4 | 5 |

Clubes que ficaram na última posição do grupo ao final de cada rodada:
| Rodadas | Rodadas | Rodadas | Rodadas | Rodadas | Rodadas |
| ------- | ------- | ------- | ------- | ------- | ------- |
| 1       | 2       | 3       | 4       | 5       |         |

## Premiação
| Campeão do Campeonato Baiano de Futebol Feminino de 2025 |
| -------------------------------------------------------- |
| a definir Campeão (?° título)                            |